# إبراهيم حقي الأرضرومي
إبراهيم حقي الأرضرومي (توفي 1195 هـ / 1781 م) هو صوفي مستعرب، نسبته إلى أرضروم.

## مؤلفاته
ألّف العديد من المؤلفات بالعربية والتركية والفارسية منها:
1. حصن العارفين من فتن الزمان في كل آن
2. وتذكرة الأحباب.[1]
3. البغدادي[2]